# 董邦禮
董邦禮（1533年—1573年），字希伯，號少源，四川瀘州合江縣人，民籍，明朝政治人物。

## 生平
由縣學生中式隆慶元年（1567年）四川鄉試第二十五名舉人，隆慶二年（1568年）戊辰科会试第三百七十五名，第三甲第一百一十四名進士。任北直隶广平府推官，明辩冤狱，与郡丞蒲城人张稽古號为“广平二戆”，在任三年，升户部主事，巡视御马仓，轉督饷密云、昌平二鎮，事竣给假归省，萬曆元年卒于家。

## 家族
明初由湖广麻城徙居合江，曾祖董榮，景泰丙子举人，貢士；祖董士元；父董瑤，號源溪，教諭，封户部主事；母趙氏，封安人。具慶下，妻張氏，知州张經之女；繼妻常氏；兄邦治；邦教，弟邦政；邦禁；邦土；邦命；邦樂；邦采。